# Foldscope
Le Foldscope est un microscope optique inventé en 2012 par Manu Prakash, professeur adjoint au département de génie biologique de l'école de médecine de l'université Stanford. Foldscope est un mot-valise formé à partir de folding-paper microscope (« microscope en papier à plier » en anglais). Il s'agit en effet d'un microscope « fabriqué à partir de pliage en papier ». Pour un coût de production minime, allant d'un demi à moins d'un dollar américain, il permet de grossir jusqu'à plus de 2 000 fois. Ce microscope est destiné aux pays du tiers monde comme du quart-monde. Il a été présenté le 18 juin 2014 à la Maison-Blanche à Washington, lors de la journée Maker Faire, qui réunit entrepreneurs et génies créatifs,. Le Foldscope a alors fait l’objet d’une publication dans la revue PLoS ONE le même jour,.

## Historique

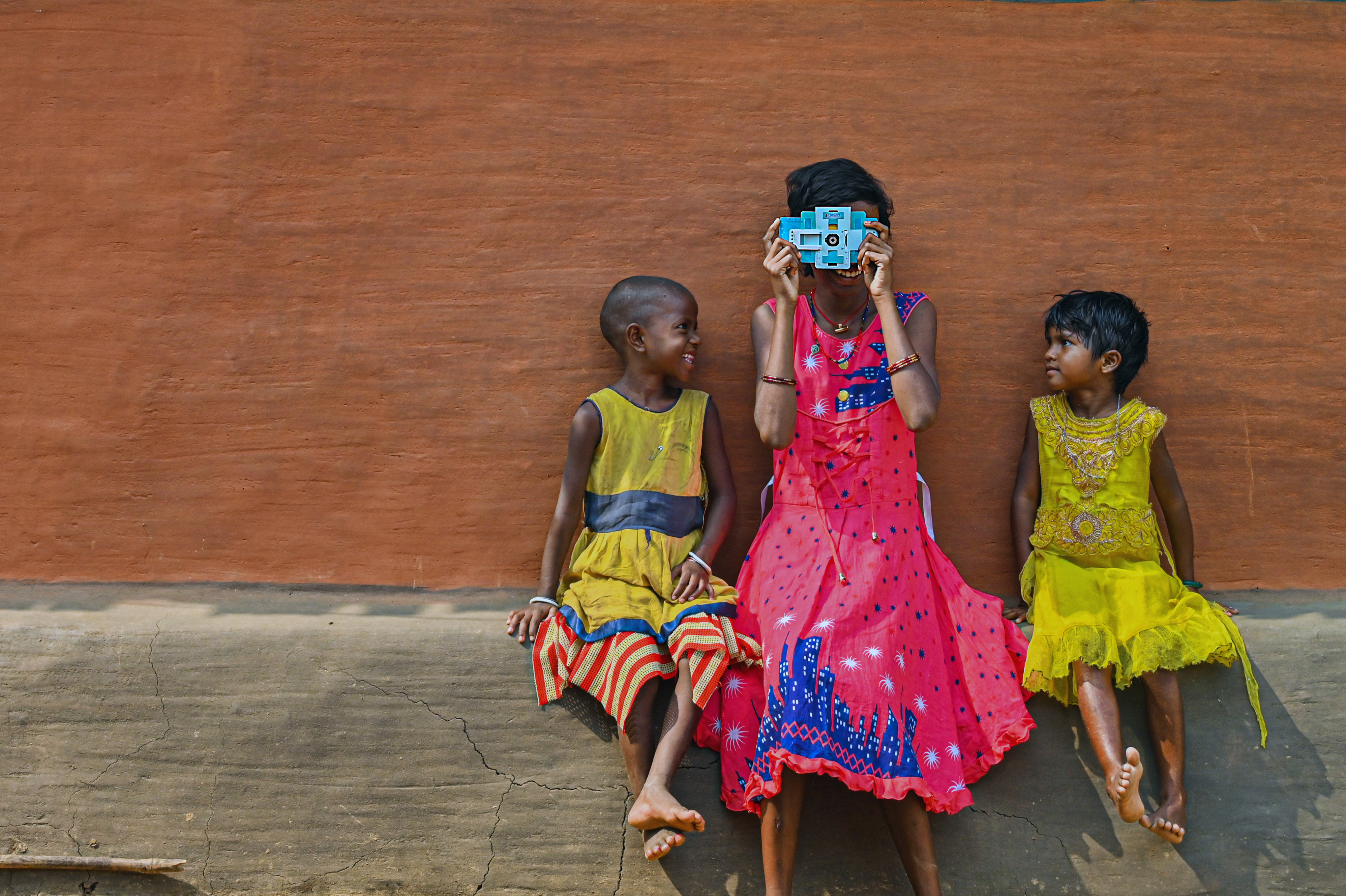
Utilisation du foldscope en Inde

Manu Prakash a passé une partie de son enfance à Rampur, une petite ville du nord de l'Inde. Après diverses tentatives, il se met à explorer pendant trois mois les déchèteries, pour trouver trois lentilles et deux tubes de carton. Il se souvient : « La première chose que j'ai regardée était une fleur. Voir apparaître à l'extrémité du tube en carton le monde qui m'était invisible quelques instants auparavant m'hypnotisa complètement. Comment était-il possible que ce que je pouvais voir avec mes propres yeux ne représente qu'une petite partie de la façon dont le monde fonctionne réellement ? J'ai su à ce moment-là que je voulais percer ce mystère ». Sa curiosité est si exigeante qu'il harcèle ses professeurs de questions. De là, il en vient à obtenir un doctorat en physique appliquée au MIT de Cambridge, puis il décroche un poste à l'université Stanford, et voyage en Inde, au Cameroun et en Ouganda. Sur le terrain, germe en lui l'idée d'un instrument bon marché pouvant être fabriqué par milliers pour les pays en voie de développement.

## Réalisation

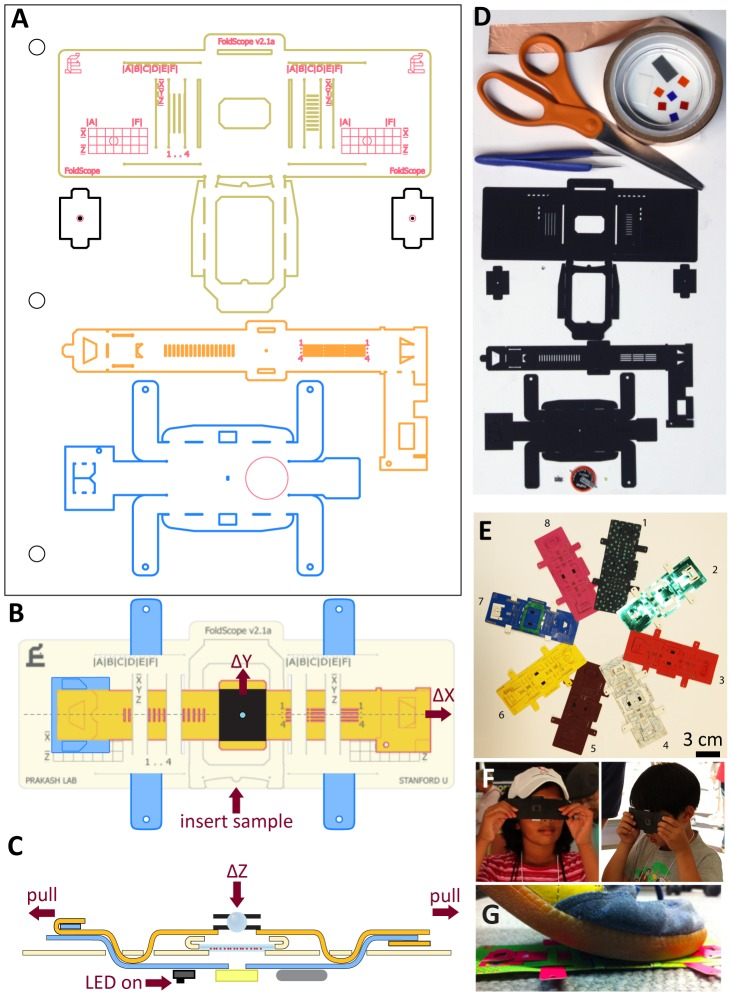
Modèle de Foldscope et ses composants. (A) Plan de conception assistée par ordinateur des composants papier du Foldscope sur une feuille A4. (B) Schéma vu de dessus d'un Foldscope assemblée et (C) vu en coupe transversale illustrant l'élément central. (D) Composants du foldscope et outils utilisés pour l'assemblage incluant les composants papier, la lentille sphérique, une pile bouton, les DELs, l'interrupteur, la bande de cuivre et les filtres polymériques. (E) Différents modèles assemblés à partir de papier coloré. (F) Utilisateurs débutants montrant comment utiliser un Foldscope. (G) Démonstration de sa résistance, écrasé par un pied.

Le microscope est fait d'une feuille de papier cartonné de format rectangulaire A4 (210 × 297 mm), prédécoupée au laser, avec des composants optiques synthétisés et imprimés en 3D, une lentille, un éclairage LED, alimenté par une pile électrique plate bouton (3 V). Il suffit de plier cette feuille pour saisir les différents éléments et les assembler. Ce microscope de papier fonctionne après avoir inséré une lame et une lamelle.
L'instrument est évolutif. En ajoutant des LED de couleur, il se transforme en microscope à fluorescence. Il est léger et compact (70 × 20 × 2 mm3), solide, avec une autonomie de 50 heures.
50 000 exemplaires de ce microscope ont été envoyés dans 130 pays. Ils sont testés par 10 000 personnes, rédigeant collectivement un manuel d'utilisation en open source.

## Performances
Le Foldscope, en matière de performances, peut se mesurer aux microscopes optiques de base : son grossissement est de 140 à 2 180 fois, et l'on peut distinguer deux détails distants de 800 nanomètres. Ce qui, dans une goutte de sang, permet de détecter les parasites responsables du paludisme.